# Montague Island
Montague Island è situata nel golfo dell'Alaska (USA) a sud-ovest della città di Cordova e del delta del fiume Copper. L'isola si trova all'interno del parco nazionale Chugach (Chugach National Forest). Amministrativamente appartiene alla Census Area di Valdez-Cordova dell'Unorganized Borough, in Alaska, ed è disabitata.
L'isola ha una superficie di 790,88 km² e la sua altezza massima è di 721 m; chiude a sud lo stretto di Prince William (Prince William Sound). Si trova a est della penisola di Kenai, a sud-est di Knight Island e a sud-ovest di Hinchinbrook Island.

## Storia
Il 18 maggio 1778, il capitano James Cook della Royal Navy la chiamò Montagu dal nome del suo grande sostenitore John Montagu, IV conte di Sandwich, figlio di Edward Montagu visconte di Hinchinbrooke e fu chiamata "Isla de Quiros" dagli spagnoli alla fine del 1700. Il nome eschimese pubblicato dal tenente Gavriil Saryčev (1826), dalla Marina imperiale russa, era ostrov Tsukli (остров Цукли).
Una quantità senza precedenti di spazzatura è stata trasportata sulle sue coste dal vento e dalle correnti del Pacifico dopo lo tsunami del marzo 2011 in Giappone e nel maggio del 2012 è iniziata una pulizia su larga scala finanziata dalla Marine Conservation Alliance.